# Nikolaus Gentzkow

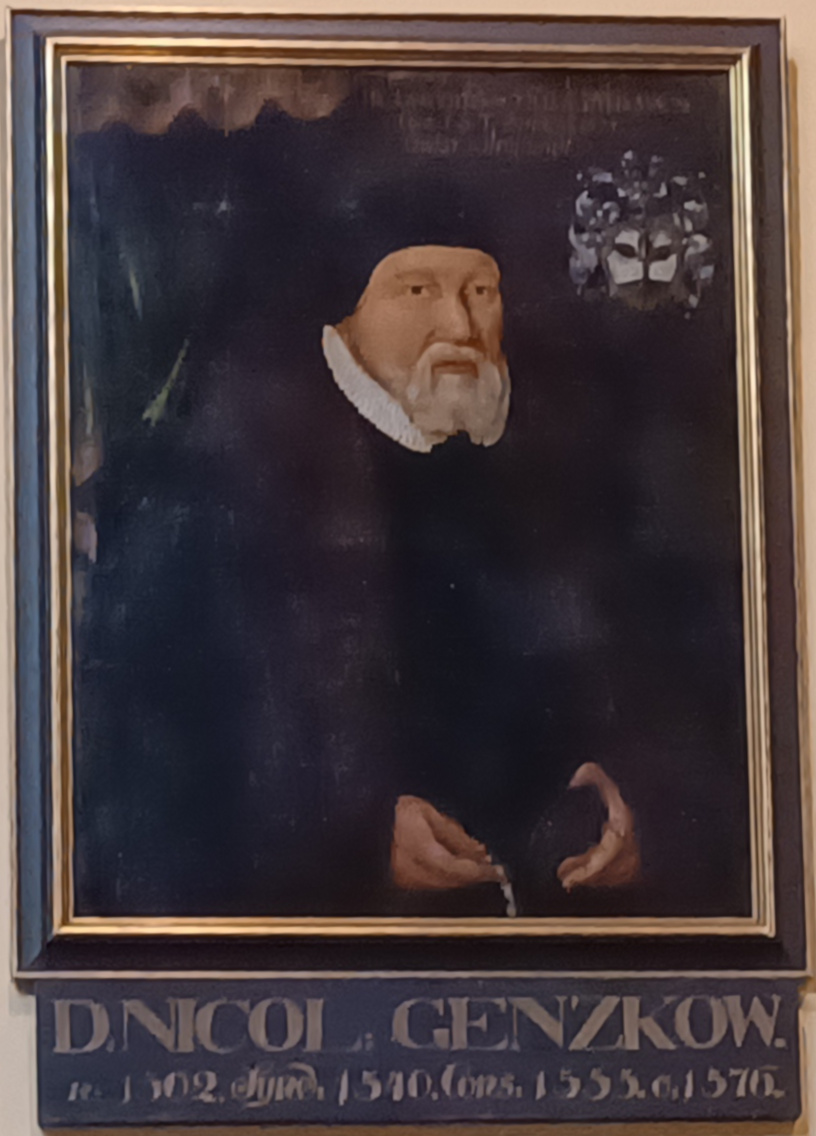
Nicolaus Genzkow

Nikolaus Gentzkow (* 6. Dezember 1502; † 24. Februar 1576 in Stralsund) war ein deutscher Jurist und Chronist. Er war 20 Jahre lang Bürgermeister von Stralsund.

## Leben
Gentzkow war wahrscheinlich der Sohn eines Schuhmachers in Wittstock im Kurfürstentum Brandenburg. Er studierte Rechtswissenschaften und wurde 1540 Syndicus der  Stadt Stralsund. Als Rechtsanwalt vertrat er zudem u. a. die mecklenburgischen Herzöge, die Fürstin-Äbtissin des Ribnitzer Klosters und die Stadt Rostock. Er erhielt von der Stadt Stralsund am 5. August 1544 das Prohner Kirchenlehen zugesprochen, welches ihm ein gutes Einkommen sicherte.
Im Herbst 1555 wurde er Bürgermeister der Stadt Stralsund, behielt aber aus finanziellen Gründen auch das Amt des Syndicus weiter inne. Er erhielt dabei Unterstützung von Bartholomäus Sastrow. Als Bürgermeister vertrat er Stralsund u. a. am Hof der Pommernherzöge und auf Hansetagen. Gentzkow war an der Ausarbeitung einer neuen Schul- und Kirchenordnung sowie der städtischen Verfassung beteiligt. Er setzte sich sehr für die neue städtische Schule im nach der Reformation von den Dominikanern verlassenen Katharinenkloster ein und führte deren ersten Rektor am 20. April 1560 ein.
Im Krieg Lübecks mit Schweden 1563 bis 1568 (Dreikronenkrieg) verhielt er sich neutral und sicherte sogar schwedischen Schiffen freien Abzug in die sicheren rügenschen Häfen zu.
Gentzkow starb, durch Krankheit geschwächt, am 24. Februar 1576 in Stralsund.

## Familie
Gentzkow war dreimal verheiratet und hatte Kinder.

## Werk
Nikolaus Gentzkow führte ein Tagebuch, das in zwei Teilen, die die Jahre 1558 bis 1567 beschreiben, erhalten geblieben ist. Möglicherweise ist ein weiterer, früherer Teil vorhanden. In diesem Tagebuch, das eine wichtige Chronik für Stralsund darstellt, beschreibt er seine juristische Praxis, die Stadtverwaltung, Kunst und Wissenschaft, Alchemie, Zauberei, körperliche und ärztliche Pflege und das gesellschaftliche Leben. Bartholomäus Sastrow und Johann Berckmann beschreiben ihn in ihren Chroniken.
Ausgaben
- Stralsundische Chroniken/Bd. 3, Heft 1: D. Nicolaus Gentzkow's, weiland Bürgermeisters zu Stralsund, Tagebuch von 1558 bis 1567 (in Auszügen). Nebst Anhängen, zum erstenmale aus den Handschriften herausgegeben und erläutert. Heft 1: Bogen 1 bis 8, Stralsund: Löffler 1852, Digitalisat des Exemplars der Bayerischen Staatsbibliothek.
- Dr. Nicolaus Gentzkows Tagebuch (v. J. 1558–1567, in Auszügen); nebst drei Anhängen: Stralsunder Kleider- und Hochzeits-Ordnung v. J. 1570; A. Wessels Schriften über die Altäre der Marienkirche in Stralsund und über dieselbe Kirche in der Wesselschen Bibel v. J. 1555 ff. Aus den Handschriften hrsg. von Ernst Zober, Vorwort: Theodor Pyl. Greifswald: Greifswalder Abtheilung der Gesellschaft. für Pommersche Geschichte und Altertumskunde; Greifswald : Kunike 1870 (Stralsundische Chroniken, hrsg. von Mohnike und Zober; Theil 3).
- Heidelore Böcker (Hrsg.): Das Tagebuch des Stralsunder Bürgermeisters Nicolaus Gentzkow (1558-1567): Übertragung, Kommentar und Register. Hamburg: Kovač 2011 (Studien zur Geschichtsforschung der Neuzeit 66). ISBN 978-3-8300-5470-2.[1]